# J.A. Svenssons Metallfabrik
J.A. Svenssons Metallfabrik grundades 1874 av Johan August Svensson (född 1847) efter att ha köpt Nordlings klockgjuteri på Liljeholmen, där han tidigare hade varit gesäll. Verksamheten flyttade på 1880-talet till Målargatan, numera Gelbgjutargatam, på Kålgården. Fabriken göt bland annat vattenkranar i gulmetall och expanderade med utbyggnaden av stadens vattenledningsnät. Som mest hade metallfabriken 70–80 personer anställda.
Företaget tillverkade bland annat kranar, selbeslag, assuranssprutor och förskruvningar för vatten och ånga.
Efter Johan August Svensson var på 1930-talet sonen Ernst Svensson (född 1888), Jakob Kurz (född 1885) och Philip Grunditz (1875) delägare i företaget.